# Остров Айвазовского
Остров Айвазовского — остров в Тихом океане, входящий в состав Малой гряды Курильских островов. Один из прибрежных островков-«спутников» Шикотана.
Согласно федеративному устройству России входит в Сахалинскую область в составе Южно-Курильского района в рамках административно-территориального устройства области и в составе Южно-Курильского городского округа в рамках муниципального устройства в области. Принадлежность острова России оспаривает Япония, которая рассматривает его как часть своего округа Нэмуро губернаторства Хоккайдо.
Назван в 1946 году в честь русского художника-мариниста Ивана Айвазовского.

## История
До 1855 года вместе с прочими островами Малой Курильской гряды находился в неопределённом статусе. После заключения Симодского договора подпал под японскую юрисдикцию.
В соответствии с административно-территориальным делением Японии после реставрации Мэйдзи остров вкупе с остальными островами Малой Курильской гряды и частью полуострова Немуро на острове Хоккайдо вошёл в уезд (гун) Ханасаки в составе провинции Немуро губернаторства Хоккайдо.
В 1885 году вместе с Шикотаном был выделен из уезда Ханасаки в отдельный уезд Сикотан и передан в состав провинции Тисима (последняя существовала после 1882 года как административно-территориальная единица субпрефектурного уровня в составе префектуры Нэмуро, после упразднения последней в 1886 году — в составе префектуры Хоккайдо).
С 1945 года в составе СССР.
2 февраля 1946 года включён в состав Южно-Сахалинской области.
2 января 1947 года включён в состав Сахалинской области РСФСР.
С 1991 года в составе Российской Федерации.
3 сентября 2022 года Россия отменила упрощённый режим посещения островов Малой Курильской гряды для граждан Японии.

## География
Остров Айвазовского расположен в бухте Церковной на юге острова Шикотана. Острова разделяет небольшой пролив, шириной примерно 200 метров. Северо-восточнее, в этой же бухте, расположен маленький остров Девятый Вал.
Юго-восточный берег острова высокий, скалистый, обрывистый и значительно изрезан. От этого берега к центру острова местность понижается и в средней части острова переходит в чашеобразную низину. Посредине северо-восточного и юго-западного берегов острова имеются песчаные пляжи. Берега острова большей частью окаймлены каменистой осушкой и местами осыхающими рифами.
На острове нет колоний морских птиц, поскольку пролив между островами Шикотан и Айвазовского может легко преодолеваться единственным местным наземным хищником — рыжей лисицей.

## См.также
- Острова-«спутники» Шикотана